# ناثان لوروا سترونج
ناثان لوروا سترونج (بالإنجليزية: Nathan Leroy Strong)‏ هو محامي وسياسي أمريكي، ولد في 12 نوفمبر 1859، وتوفي في 14 ديسمبر 1939. حزبياً، نشط في الحزب الجمهوري. وقد انتخب عضو مجلس النواب الأمريكي.